# Aimé Majorique Beauparlant
Aimé Majorique Beauparlant (4 janvier 1864-19 août 1911) est un avocat, rédacteur en chef et homme politique fédéral du Québec.

## Biographie
Né à Saint-Aimé dans le Canada-Est, Aimé Beauparlant au Collège de Saint-Aimé et au Séminaire de Saint-Hyacinthe. Il étudie ensuite le droit avec le futur premier ministre du Québec, Honoré Mercier, et devint éditeur de L'Union, un journal hebdomadaire de Saint-Hyacinthe. Élu député du Parti libéral du Canada dans la circonscription de Saint-Hyacinthe en 1904, il est réélu en 1908. Il est mort en fonction en 1911. 